# София фон Мекленбург-Гюстров (1662–1738)
София фон Мекленбург-Гюстров (на немски: Sofie von Mecklenburg-Güstrow; * 21 юни 1662; † 7 юни 1738) е принцеса от Мекленбург-Гюстров и чрез женитба херцогиня на Вюртемберг-Бернщат.

## Произход
Тя е дъщеря на херцог Густав Адолф фон Мекленбург-Гюстров (1633 – 1695) и съпругата му Магдалена Сибила фон Шлезвиг-Холщайн-Готорп (1631 – 1719), дъщеря на Фридрих III фон Шлезвиг-Холщайн-Готорп и съпругата му херцогиня Мария Елизабет Саксонска.

## Фамилия
София се омъжва на 6 декември 1700 г. в Гюстров за херцог Кристиан Улрих I фон Вюртемберг-Оелс (1652 – 1704), син на херцог Силвиус I Нимрод фон Вюртемберг-Оелс-Вайлтинген (1622 – 1664) и херцогиня Елизабет Мария фон Мюнстерберг-Оелс (1625 – 1686). Тя е четвъртата му съпруга. Нямат деца.